# 軽便鉄道
軽便鉄道（けいべんてつどう）とは、一般的な鉄道よりも規格が簡便で、安価に建設された鉄道である。

## 概要

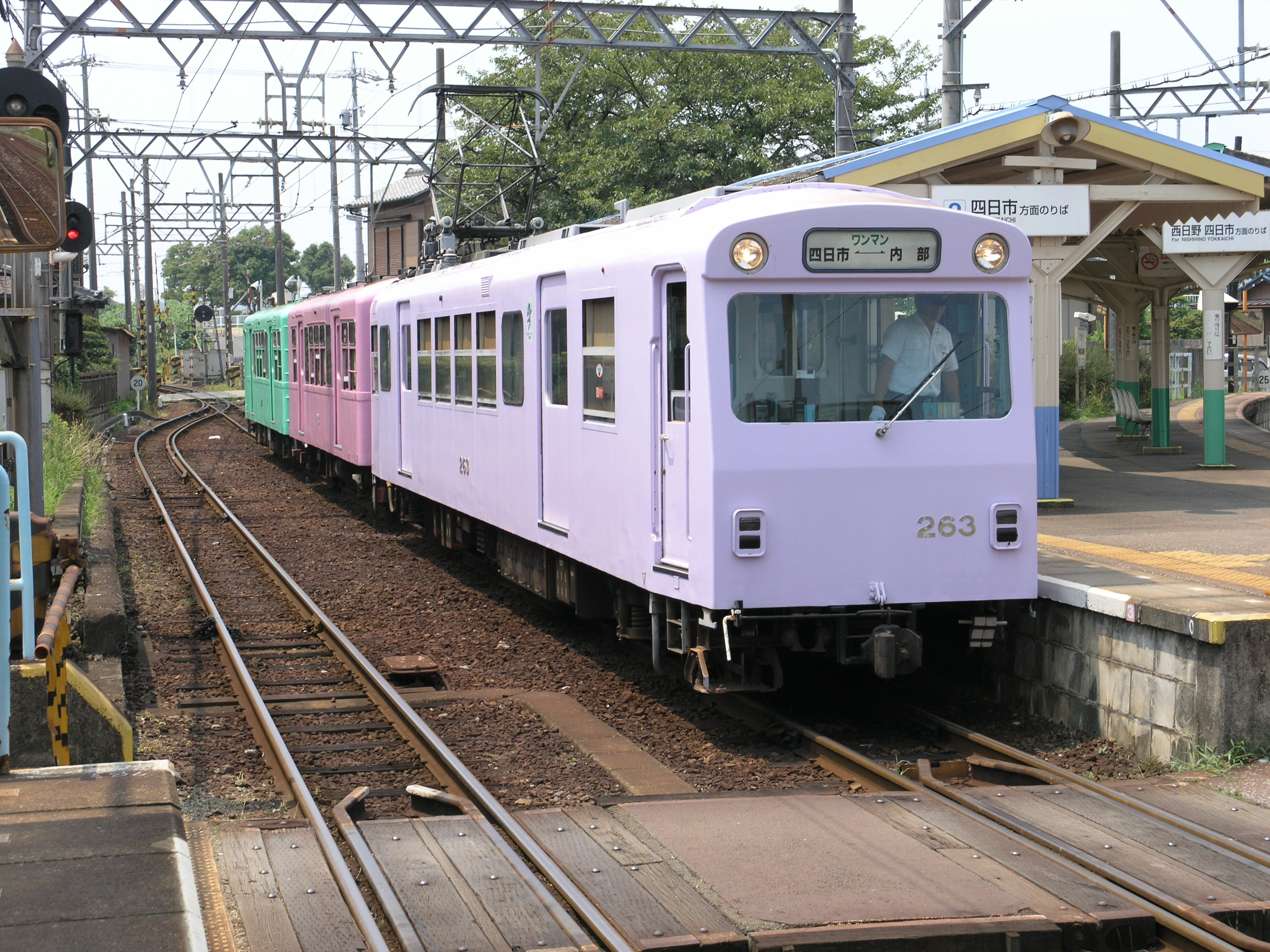
近鉄内部・八王子線（現・四日市あすなろう鉄道内部・八王子線）の車両

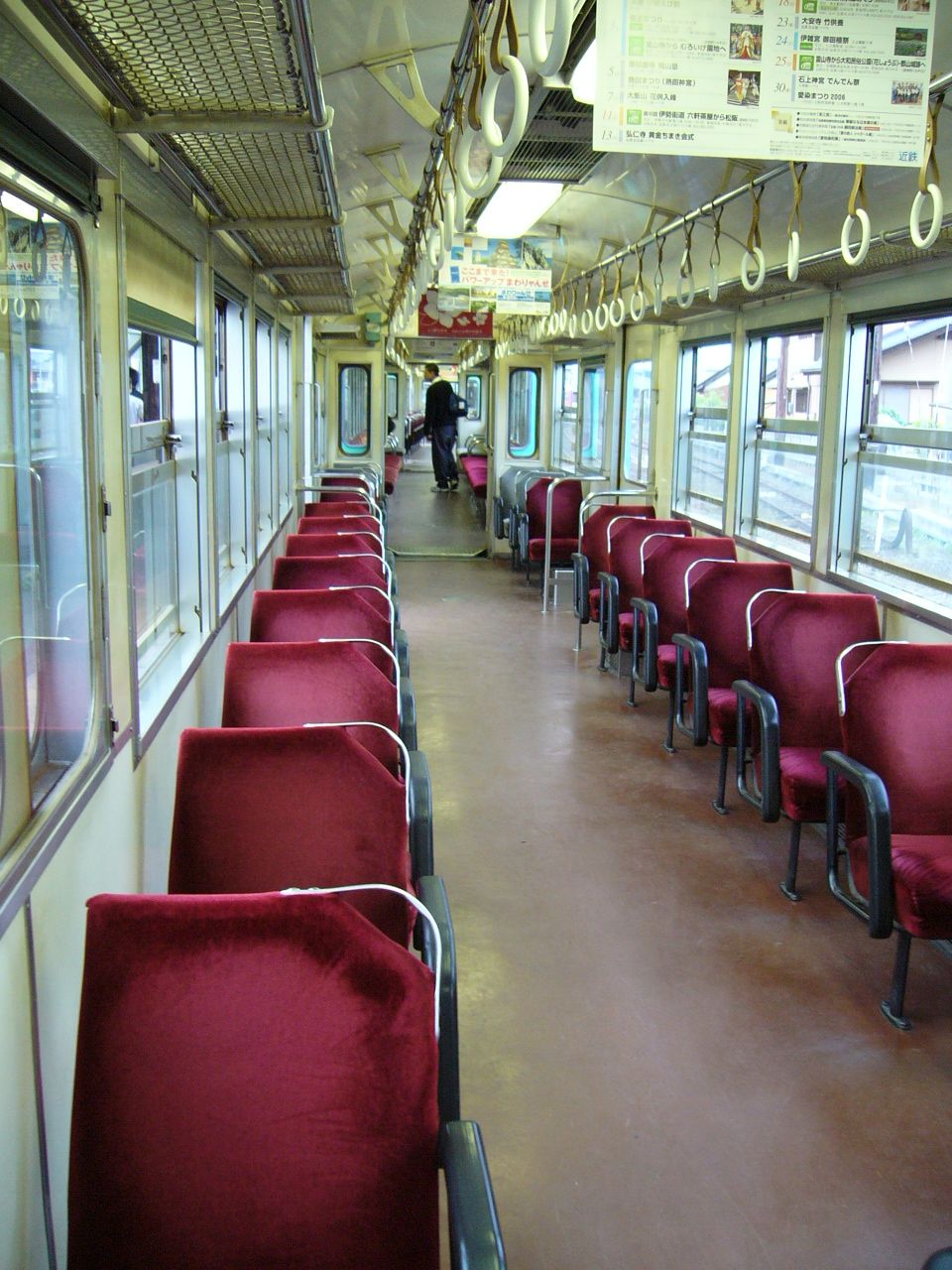
近鉄内部線（現・四日市あすなろう鉄道）260系の車内

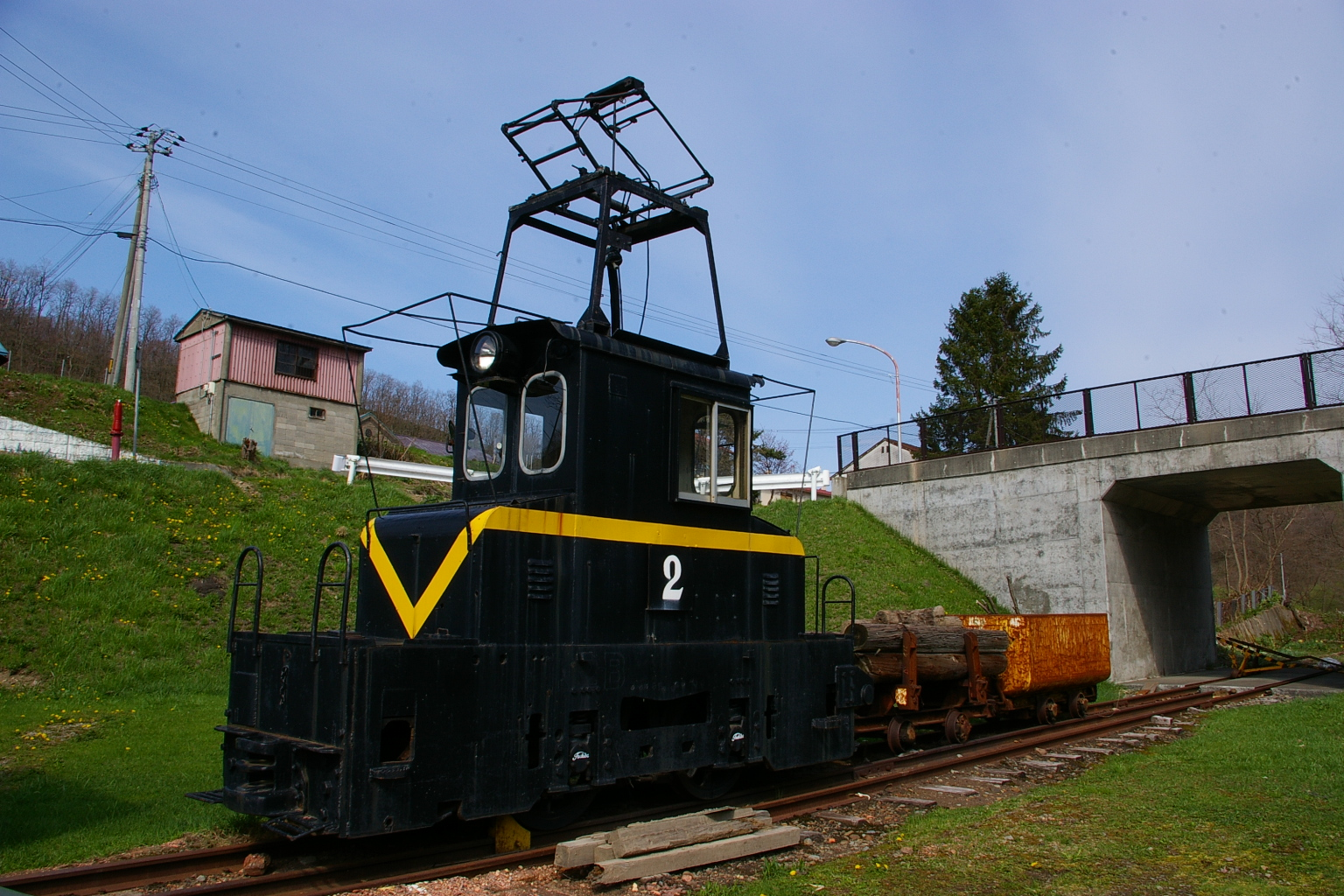
三笠鉄道記念館に保存されている炭鉱用機関車

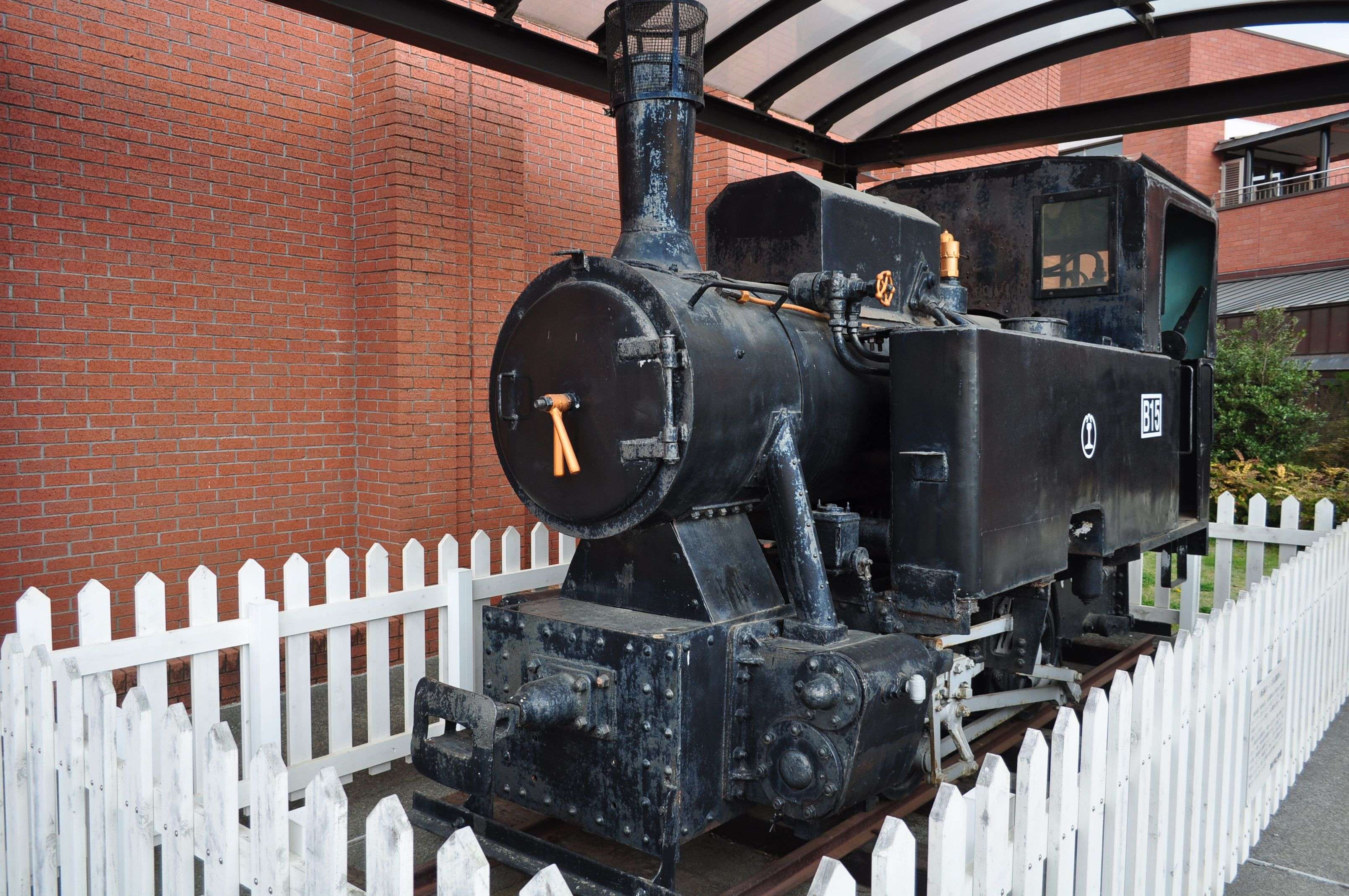
静岡鉄道B15形蒸気機関車（藤枝市郷土博物館 2018年4月5日撮影）

軽便鉄道は、建設費・維持費の抑制のため低規格で建設される。軽量なレールが使用され、地形的制約の克服に急曲線・急勾配が用いられ、軌間も狭軌が採用されることが多い。このため、運行時は最高速度が低く輸送力も小さく、軌間が違う場合は積み替え・乗り換えの不便が生じる。産業の未成熟で限定的な輸送力しか必要としない地域に建設される事例が多い。
日本における軽便鉄道は、法規的には「軽便鉄道法」に基づいて建設された鉄道を指すが、一般的には国鉄線や軌道法に基づいた軌道線をふくめて、軌間1067mm（3フィート6インチ）未満の営業鉄軌道を軽便鉄道とする。広義には軌間1067mm未満の森林鉄道・殖民軌道・鉱山鉄道など、鉄道法規の規定によらない低規格の鉄道も含まれる。
軌間は、日本では762mm（2フィート6インチ）の事例が多いが、この他に600mm、あるいは610mm（2フィート）、九州北部で1930年代まで盛んに使われた914mm（3フィート）の例があり、それ以外の軌間の採用例も僅少ながら存在する。
また、軽便鉄道法には軌間の規定がなかったため、同法によって建設された路線には1067mmや1435mm（4フィート8 1/2インチ）の路線も存在した。（例：新宮軽便鉄道（1435mm）、国鉄の軽便線（1067mm）など）
輸送の実態として、明治期に開業した可部線の例では、立てば頭がつかえるようなマッチ箱式の小型客車を使用、乗客が多ければ起動できずに皆で後押しをして動かした。また、乗客が列車の進行中に降りて用便を済ませても駆け足で追いつくといった話も伝わるほど、輸送機関としては貧弱なものであった。

## イギリスにおける歴史
戦争省調達の軽便鉄道用の電気機関は、スコットランドのディック・カー社や、米国のウェスティングハウス・エレクトリックの子会社ブリティッシュ・ウェスティングハウス（のちには英国ヴィッカースの子会社）が提供していた。
初期の動力はガスエンジンやガス・エレクトリック方式が使用されていたが、第一次世界大戦後はディーゼル・エレクトリック方式にとって代わるなど鉄道の電化が進んだ。

## 日本における歴史

### 黎明期
日本で最初に1067mm未満の軌間を採用した鉄道は、1880年の工部省釜石鉱山鉄道である。同路線はイギリスからの資材輸入で建設され、同国の一部で見られた838mm（2フィート9インチ）軌間を採用した鉱石輸送用鉄道であった。
同路線は開業から間もない1882年に廃線になり、車両や資材の一部は当時官営だった三池炭鉱と、1885年に開業した民間資本による阪堺鉄道に転用された。阪堺鉄道は車両や資材をそのまま使用したため、1067mm未満の軌間を採用した日本初の私鉄となった。しかし、接続する南海鉄道との直通の必要性があり、1897年12月には1067mmに改軌している。
その後、私設鉄道条例（1887年制定）、私設鉄道法（1900年制定）により、鉄道の軌間は原則として国鉄と同じ1067mmとすることが政府の方針となった。このため、1888年に開業した伊予鉄道などを除いて、簡易規格の鉄道は軌道条例に基づいた路線を除き、ほとんど開業しなくなった。

### 拡大期
1906年の鉄道国有法公布後、局地鉄道に建設が限定されるため利幅の薄さから資本家たちは投資先を鉄道事業から他業種へ移してしまった。さらに私設鉄道法は開業条件があまりに厳しいため、私設鉄道がほとんど建設されなくなった。そのなかで雨宮敬次郎は各地の有力者とともに軌道条例により蒸気軌道を建設し、大日本軌道を創設した。しかし政府としては従来の軌道条例のもとで全国に普及することはのぞましいことではなかった。また私鉄の国有化で地方開発に大きな資金を使えない政府としては由々しき事態であった。そこで、1909年に条件を大幅に緩和した「軽便鉄道法」が公布され、次いで国鉄線収益を財源とした補助を規定する軽便鉄道補助法が制定される。その結果、軽便鉄道が北海道を除く全国に爆発的に普及していった。国も、地方路線建設のために同法を利用し、鉄道敷設法に規定されていない小規模路線を「軽便線」として多数計画・建設した。
軽便鉄道法は軌道条例による軌道よりも規定が緩かったので、編成数の増加などの目的で軌道条例で開業した鉄道会社が軽便鉄道に移行するケースもあった（例：西大寺鉄道）。
軽便鉄道法の規定は1919年に「地方鉄道法」による地方鉄道に統合され、制度としての軽便鉄道は廃止された。国有鉄道の「軽便線」制度は予算枠が10年先まであったことから1922年まで続いたが、これも鉄道敷設法改正で消滅した。
一方、北海道では開拓入植の促進のため、北海道庁の主導で主に762mm規格の「殖民軌道」が1920年代中期以降盛んに敷設された。湿地や泥濘地の多い未開拓地域では大規模な土木工事を必要とする道路建設よりも軌道敷設の方が容易であり、自動車交通の普及以前でもあることから普及した手法であった。ただしその動力化は立ち遅れ、太平洋戦争後の1950年代まで馬力を用いる事例も多かった。
モータリゼーション以前は、物資輸送のために各地の工場・鉱山で鉄道が用いられ、その多くは設備投資が容易な762mm以下の軌道で敷設された。また、林業の発展と共に木曽森林鉄道や津軽森林鉄道など森林鉄道が日本全国各地に敷設された。その他、大規模河川改修やトンネル工事などでも作業用の軌道が利用された。この種の軌道では常願寺川水系の砂防事業のために2013年現在も使用されている国土交通省立山砂防工事専用軌道が有名である。

### 衰退期
軽便鉄道は、鉄道の長所である高速大量輸送能力に乏しい。そのため路線バスの普及によって縮小傾向を迎え、1930年代に入ってからの新規開業例はほぼ途絶える。さらに、1930年代末期までに多くの零細軽便鉄軌道が淘汰されている。第二次世界大戦中の戦時体制下では、一部路線が不要不急線として廃止された。沖縄県では沖縄県営鉄道が地上戦により破壊され、戦後長らく沖縄には鉄道が存在しなかった。
第二次世界大戦後は、燃料不足で自動車輸送が機能不全に陥っていた1940年代後半こそ輸送量が増大したものの、1950年代以降はモータリゼーションの進展によって経営が悪化し、1970年代までにほぼ全てが廃止された。
北海道の殖民軌道は、敷設地域の道路事情の劣悪さのため、第二次世界大戦後も地元町村に運営移管される形で多くが存続した。1950年代中期以降は残存路線での規格向上や内燃動力化が進み、1960年代中期まで路線延長された事例もあったが、モータリゼーション進展によって急速にその役割を失う。最後まで残った浜中町営軌道は1972年3月限りで廃止された。

## 軽便鉄道の改軌・規格向上
軽便鉄道が輸送需要の増大などに応えるため、1067mm以上の軌間への改軌や電化など、より高い規格に改修される例は古くから見られた。
特に客貨車の全国直通が可能な体制構築に努めていた鉄道省→日本国有鉄道は、私鉄買収によって国鉄線となった762mm軌間路線について、買収後早期に改軌工事を進めており、それは資材供給状況の厳しかった戦時中にも松浦線（現・松浦鉄道西九州線。旧・佐世保軽便鉄道）などで敢行されていた。1950年10月の釜石線全通に伴う旧・釜石西線区間（旧・岩手軽便鉄道）の改軌および一部廃止を最後に、762mm軌間の国鉄線は消滅している。
しかしこのような工事は、新線建設に近い投資を必要とするため、資本力に乏しい民営鉄道では着手困難なことが多く、規格向上に踏み切れないうちにモータリゼーションの影響を受けるようになって廃止された軽便鉄道も多い。
非電化軽便鉄道が、軌間はそのままに電化のみ行った例は多数存在する。戦前には輸送力増強目的で、また戦中戦後には石炭・石油燃料不足への対策として実例が多数生じた。だが1067mm以上へ改軌した例と比較すると、輸送力や速度の制約が大きいために、根本的な体質改善を遂げたとは言い難かった。電化された軽便鉄道もその後の改軌を伴わなかった場合、三重交通から近畿日本鉄道に移管された一部路線を例外として、結局全て廃止されている。
なお762mm軌間からより高規格への改軌を行ったもっとも遅い例は、1962年の同和鉱業小坂鉄道、1964年の三重電気鉄道三重線（湯の山線区間）であるが、前者は大規模な新鉱床発見に伴う貨物輸送能力の強化策、後者は観光開発需要に伴う規格向上であった。

## 現存例

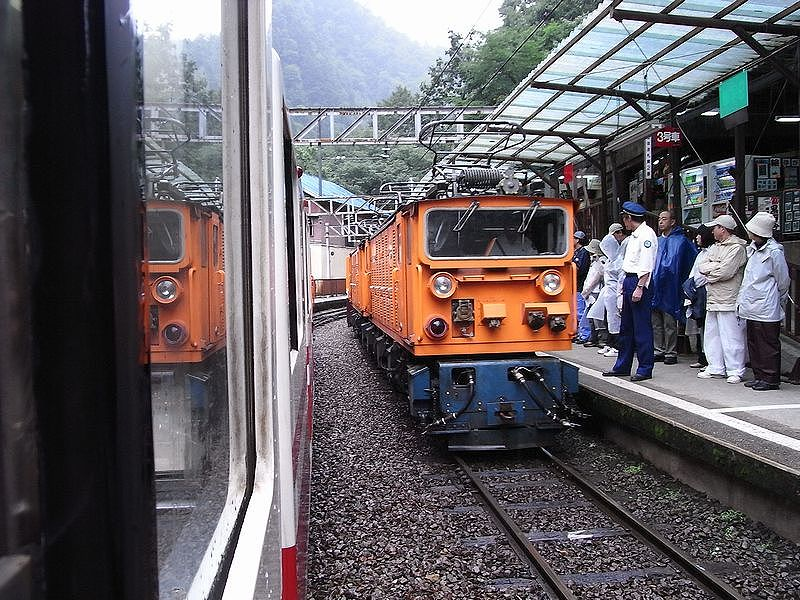
黒部峡谷鉄道（2008年8月21日撮影）

軽便鉄道の規格のままの営業鉄道は、四日市あすなろう鉄道内部・八王子線、三岐鉄道北勢線、黒部峡谷鉄道が残るのみで、すべて電化路線である。
産業用としては、上記にもある国土交通省立山砂防工事専用軌道が工事用として、水口産業建設の小口川軌道や黒部峡谷鉄道の支線にあたる関西電力黒部専用鉄道はダムへの資材輸送用に、森林鉄道では屋久島の安房森林軌道が現存している。

## 保存活動ほか
軽便鉄道については、施設規模や車両の小ささを生かして、各地で動態保存の活動が活発に行われている。

### 代表的な動態保存事例

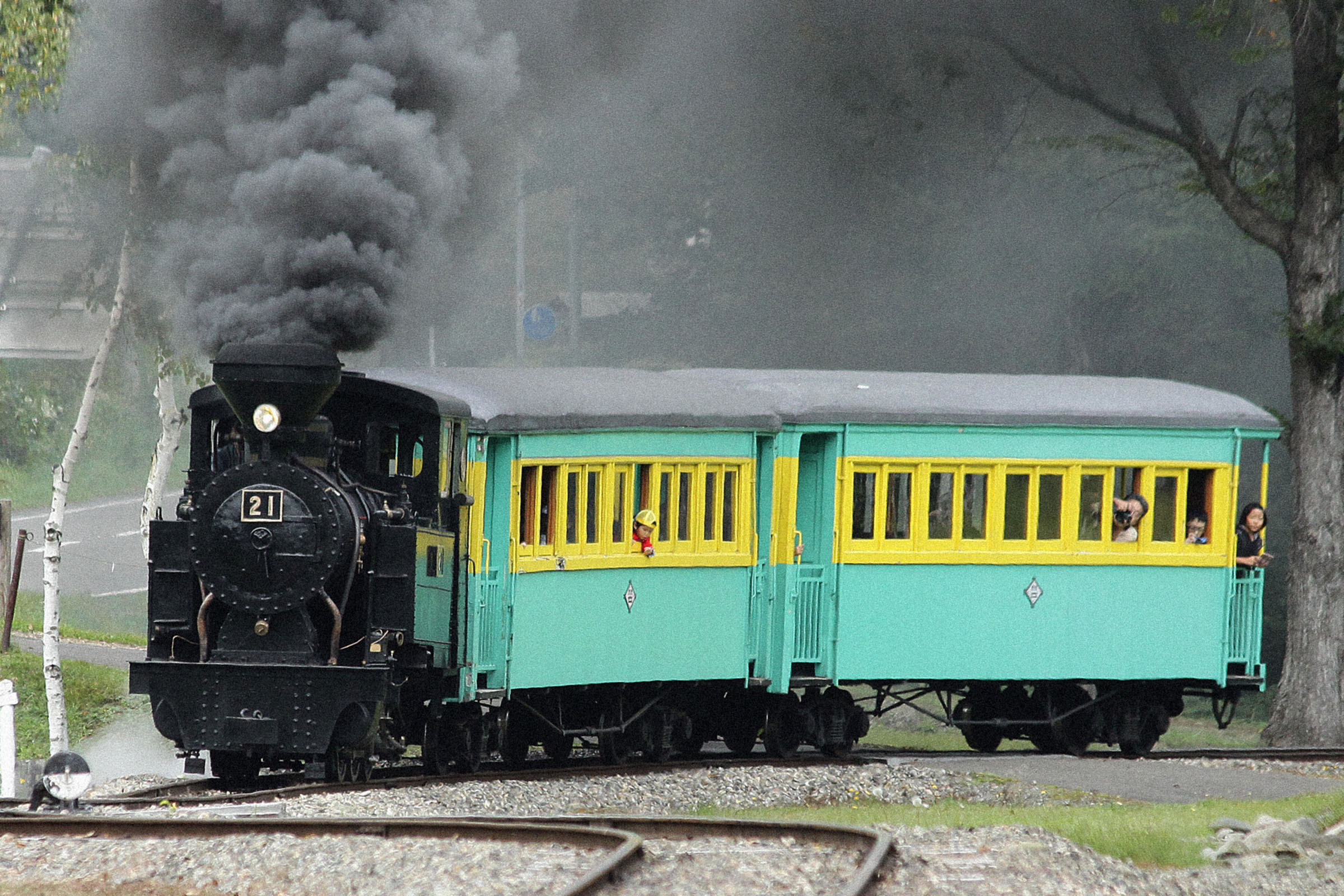
丸瀬布森林公園いこいの森の旧武利意森林鉄道21号機（雨宮21号）と旧井笠鉄道客車（2014年）

- 丸瀬布森林公園いこいの森（北海道紋別郡遠軽町） - 軌間762mm、延長2km。武利意森林鉄道蒸気機関車、鶴居村営軌道ディーゼル機関車、井笠鉄道客車ほか。
- まむろがわ温泉 梅里苑（山形県最上郡真室川町） - 軌間762mm、延長1km。仁別森林鉄道ディーゼル機関車。
- 羅須地人鉄道協会まきば線（成田ゆめ牧場、千葉県成田市） - 軌間610mm、延長500m。基隆炭鉱蒸気機関車、国土交通省立山砂防工事専用軌道ディーゼル機関車ほか。
- 赤沢自然休養林（長野県木曽郡上松町） - 軌間762mm、延長2km。木曽森林鉄道ディーゼル機関車。
- くびき野レールパーク（新潟県上越市） - 軌間762mm、延長130m。頸城鉄道ディーゼル機関車、気動車。
- いしかわ子ども交流センター小松館（石川県小松市） - 軌間762mm、延長473m。尾小屋鉄道ディーゼル機関車、気動車、客車。
- 魚梁瀬丸山公園（高知県安芸郡馬路村） - 軌間762mm、延長408m。魚梁瀬森林鉄道ディーゼル機関車。
  - 野辺山SLランド（長野県南佐久郡南牧村、2018年閉園） - 軌間762mm、延長350m。台湾製糖蒸気機関車、木曽森林鉄道ディーゼル機関車。

### 遊覧鉄道等
遊園地などでは、軽便鉄道規格の鉄道形遊戯施設が運行されていることも多いが、なかでも福島県伊達市のやながわ希望の森公園や、千葉県の東京ディズニーランド（ウエスタンリバー鉄道）、静岡県の虹の郷、愛知県の愛知こどもの国、大阪府の浜寺公園などは、走行距離の長い規模の大きいものである。このうち「虹の郷」は、381mm軌間のイギリスのロムニー・ハイス&ディムチャーチ鉄道およびレーブングラス・アンド・エスクデール鉄道がベースで、イギリスから譲渡された車両も運行されている。
西武山口線はもとは「おとぎ電車」という名称の遊戯施設であったが、1985年に案内軌条式鉄道（AGT）に改良され、現在は一般の鉄道路線になっている。
伊予鉄道では、復元した軽便鉄道の機関車と客車を、明治時代の松山に滞在していた夏目漱石にちなんで「坊っちゃん列車」として走らせている。牽引車両は当時の蒸気機関車そっくりの外見であるが、現代の都市の路面を走行することからディーゼル動力であり、また軌道は既存の1067mm軌間である。